# Tufanbeyli
Tufanbeyli là một huyện thuộc tỉnh Adana, Thổ Nhĩ Kỳ. Huyện có diện tích 987 km² và dân số thời điểm năm 2007 là 18279 người, mật độ 19 người/km².